# Geolycosa cyrenaica
Geolycosa cyrenaica là một loài nhện trong họ Lycosidae.
Loài này thuộc chi Geolycosa. Geolycosa cyrenaica được Eugène Simon miêu tả năm 1908.